# Confissões de Camarim
Confissões de Camarim é o quinto álbum de estúdio da carreira da cantora e compositora Blubell. Lançado em 19 de agosto de 2016, o álbum é produzido por Marcio Arantes e possui participação do cantor maranhense Zeca Baleiro.

## Recepção

### Crítica
| Críticas profissionais | Críticas profissionais |
| Avaliações da crítica  | Avaliações da crítica  |
| Fonte                  | Avaliação              |
| ---------------------- | ---------------------- |
| Território da Música   | [ 3 ]                  |
| G1                     | [ 4 ]                  |

Eduardo Guimarães elogia o clima da canção "A Tardinha" por ter um ar cinematográfico e a canção "Vida em Vermelho" que abre o disco onde traz a bossa-nova da cantora com uma levada ska. E finaliza citando que Confissões de Camarim traz arranjos suaves, assim mantendo o estilo jazzístico de Blubell mas soando simples e bonito.
Mauro Ferreira cita que este é o álbum mais 'pop' da discografia da cantora e que as canções autorais da cantora neste disco são as melhores já reunidas por ela em disco. E finaliza: "Livre, leve e solto, o quarto álbum autoral da artista expõe o talento desta inspirada compositora paulistana que é, também, ótima cantora".

## Lista de faixas
| N.º            | Título                                                    | Compositor(es)        | Duração  |  |
| 1.             | "Vida em Vermelho"                                        | Blubell               | 3:57     |  |
| 2.             | "Cosmos"                                                  | Blubell               | 3:50     |  |
| 3.             | "A Tardinha" (participação de Zeca Baleiro)               | Blubell Baleiro       | 3:05     |  |
| 4.             | "Another Day"                                             | Blubell               | 4:01     |  |
| 5.             | "Bolero do Bem"                                           | Blubell               | 2:41     |  |
| 6.             | "Funny Honey Moon"                                        | Blubell               | 3:32     |  |
| 7.             | "Ontem"                                                   | Blubell               | 4:00     |  |
| 8.             | "Liberdade X Segurança"                                   | Blubell               | 4:09     |  |
| 9.             | "No Camarim"                                              | Blubell               | 3:47     |  |
| 10.            | "Pretexto"                                                | Pélico Toco na Escuta | 3:39     |  |
| 11.            | "We're All Alone" (participação de Mustache e os Apaches) | Blubell               | 3:30     |  |
| Duração total: | Duração total:                                            | Duração total:        | 00:40:11 |  |